# Rohrwald
Rohrwald är en skog i Österrike.   Den ligger i förbundslandet Niederösterreich, i den nordöstra delen av landet, 23 km norr om huvudstaden Wien.
Trakten runt Rohrwald består till största delen av jordbruksmark. Runt Rohrwald är det ganska tätbefolkat, med 111 invånare per kvadratkilometer.